# Большвинг
Большвинг (нем. Bolschwing, Bodelschwingh)— остзейский дворянский род.

## Происхождение и история рода
Род фон-Большвинг внесен в I класс матрикула Курляндского дворянства 18 июля 1634 года под № 86.
Члены этого рода в Высочайших приказах, грамотах на ордена и патентах на чины, начиная с 1819 года, именованы баронами.
Определениями Прав. Сената, от 10 июня 1853 года и 28 февраля 1862 года за курляндской дворянской фамилией фон-Большвинг (происходящей из Вестфалии) признан баронский титул. Определениями Прав. Сената от 26 июня 1854 года и 25 сентября 1863 года утверждены в баронском достоинстве Герман-Генрих Петрович и поручик Константин-Генрих Генрихович бароны фон-Большвинг.

## Описание герба
В золотом поле пониженный червлёный пояс, и над ним ромбовидная синяя пряжка (нем. Fürspan).
На щите дворянский коронованный шлем. Нашлемник: синяя пряжка между распростертых золотых крыльев с червлёной полосой посередине. Намет на щите червлёный, подложенный золотом.